# سندرم دامپینگ
سندرم دامپینگ (به انگلیسی: Dumping syndrome)، به علائمی که پس از خوردن غذا بروز می‌نماید اطلاق می‌گردد. این علائم بر اثر دو علت ایجاد می‌شوند:
- به علت تخلیهٔ سریع محتویات معده به رودهٔ باریک
- یا به دنبال عمل‌های جراحی معده نظیر: (بیلروت۱، بیلروت۲، واگوتومی و…)[۱]

## دامپینگ زودرس
۱۵ تا ۳۰ دقیقه پس از صرف غذا ایجاد می‌شود، با علائمی نظیر: احساس ناراحتی کرامپی در شکم (دردهای ناشی از انقباض ناگهانی عضلات شکم)، تهوع، اسهال، تاکی کاردی (بالا رفتن ضربان قلب)، آروغ زدن، تعریق، احساس سبکی در سر، ضعف و سستی و به ندرت سنکوپ. این علائم از چند دقیقه تا نیم ساعت ادامه دارد و حتی با دراز کشیدن از بین نمی‌رود.
- این علائم از تخلیهٔ سریع محتویات هایپراسمولار (با اسمولاریته بالا) معده به داخل رودهٔ باریک ناشی می‌شود.
- نوشیدن آب به هنگام صرف غذا باعث تخلیهٔ ناگهانی معده و احتباس ناگهانی دئودنوم شده و باعث بروز و تشدید علائم می‌شود.[۲]

## دامپینگ دیررس
این علائم احتمالاً به دلیل آزاد شدن بیش از حد انسولین ایجاد می‌شوند. ۹۰ دقیقه تا ۳ ساعت بعد از غذا بروز می‌کنند. در آن احساس سبکی سر، عرق سرد، تپش قلب، تاکی کاردی (بالا رفتن ضربان قلب) و سنکوب بارز تر است.
- این سندرم به دنبال مصرف غذاهای سرشار از کربوهیدرات‌های ساده، هایپراسمولار و مصرف زیاد مایعات به وجود می‌آید. در این سندرم تنظیم رژیم غذایی، اساس درمان را تشکیل می‌دهد.[۳]

## درمان
درمان شامل تغییر در عادات غذایی و دارو و جراحی است
1. تغییر در عادات غذایی:

- وعده‌های غذایی کوچک و متعدد در روز (۶ وعده) باشد
- کم کربوهیدرات، اجتناب از قندهای ساده، همراه با چربی و پروتئین بالاتر باشد
- به هنگام صرف غذا آب ننوشند

1. در موارد شدید تر مصرف دارو:
2. مداخله جراحی ممکن است شامل تبدیل بیلروت ۲ به Roux EN Y باشد.[۴][۵]